# ISO 3166-2:CN
ISO 3166-2:CN è uno standard ISO che definisce i codici geografici della Cina ed è un sottogruppo del codice ISO 3166-2.
Tali codici sono stati assegnati alle suddivisioni di primo livello del paese, ovvero le 22 province, le 5 regioni autonome, le 4 municipalità e le due regioni amministrative speciali e la provincia di Taiwan, la cui sovranità de facto è esercitata dalla Repubblica di Cina. Sono formati dalla sigla CN-, seguita da due lettere.
Fino al 2017 era invece seguita da due cifre, la prima delle quali si riferiva alla regione geografica di appartenenza:
- 1: Cina settentrionale
- 2: Cina nordorientale
- 3: Cina orientale
- 4: Cina meridionale centrale
- 5: Cina nordoccidentale
- 6: Cina sudoccidentale
- 7: Taiwan
- 9: Hong Kong e Macao

Taiwan, Hong Kong e Macao hanno inoltre dei propri codici ISO 3166-1 e gruppi separati ISO 3166-2, rispettivamente ISO 3166-2:TW, ISO 3166-2:HK e ISO 3166-2:MO.

## Codici
| Codice | Suddivisione     | Categoria                       |
| ------ | ---------------- | ------------------------------- |
| CN-BJ  | Pechino          | municipalità                    |
| CN-CQ  | Chongqing        | municipalità                    |
| CN-SH  | Shanghai         | municipalità                    |
| CN-TJ  | Tientsin         | municipalità                    |
| CN-AH  | Anhui            | provincia                       |
| CN-FJ  | Fujian           | provincia                       |
| CN-GS  | Gansu            | provincia                       |
| CN-GD  | Guangdong        | provincia                       |
| CN-GZ  | Guizhou          | provincia                       |
| CN-HI  | Hainan           | provincia                       |
| CN-HE  | Hebei            | provincia                       |
| CN-HL  | Heilongjiang     | provincia                       |
| CN-HA  | Henan            | provincia                       |
| CN-HB  | Hubei            | provincia                       |
| CN-HN  | Hunan            | provincia                       |
| CN-JS  | Jiangsu          | provincia                       |
| CN-JX  | Jiangxi          | provincia                       |
| CN-JL  | Jilin            | provincia                       |
| CN-LN  | Liaoning         | provincia                       |
| CN-QH  | Qinghai          | provincia                       |
| CN-SN  | Shaanxi          | provincia                       |
| CN-SD  | Shandong         | provincia                       |
| CN-SX  | Shanxi           | provincia                       |
| CN-SC  | Sichuan          | provincia                       |
| CN-TW  | Taiwan           | provincia                       |
| CN-YN  | Yunnan           | provincia                       |
| CN-ZJ  | Zhejiang         | provincia                       |
| CN-GX  | Guangxi          | regione autonoma                |
| CN-NM  | Mongolia Interna | regione autonoma                |
| CN-NX  | Ningxia          | regione autonoma                |
| CN-XJ  | Xinjiang         | regione autonoma                |
| CN-XZ  | Tibet            | regione autonoma                |
| CN-HK  | Hong Kong        | regione amministrativa speciale |
| CN-MO  | Macao            | regione amministrativa speciale |